# Большой мост через овраг
Большо́й мост че́рез овра́г (Готи́ческий мост) — мост, входящий в комплекс застройки Царицынского дворцово-паркового ансамбля. Выдающийся памятник архитектуры XVIII века, возведённый в 1778—1784 годах по проекту и под руководством Василия Баженова в ходе строительства подмосковной резиденции императрицы Екатерины II.

## История

### Строительство и архитектурные особенности
Акедюк [имеется в виду мост] имеет вид огромный и великолепный, так что достоин памяти потомству царствования Вашего Величества и напоминает век Древнего Рима...
— докладывал генерал-губернатор обеих столиц Я. А. Брюс в письме Екатерине II после инспекции царицынского строительства осенью 1784 года. С Большого моста по замыслу Баженова начинался собственно дворцовый ансамбль: к нему подходило ответвление от Каширской дороги, идущей от Коломенского. С подъезда к мосту раскрывался северный фасад Царицына.
Если посмотреть на карту, то с утилитарной точки зрения разумнее было бы расположить мост восточнее храма иконы Божией матери «Живоносный Источник» — тогда бы ответвление от Каширской дороги было бы прямым, а парадный подъезд осуществлялся бы в районе Второго Кавалерского корпуса. Овраг в этом месте у́же и мельче — мост был бы меньших размеров. Однако Баженов выбрал другое место: для него было важно, чтобы парадный въезд на мост стал бы составной частью Берёзовой перспективы (основной композиционной оси ансамбля); с изгибающегося ответвления от дороги открывался северный фасад Царицына для обзора с близкого расстояния. К тому же расположение моста непосредственно у Нижнего (ныне Среднего) пруда позволяло любоваться постройкой с воды или дорожек вдоль берега.
80-метровый мост является шедевром отечественного мостового строительства; он не только самый крупный из сохранившихся мостов XVIII века, но и обладает уникальными художественными особенностями; мост производит впечатление цельности и гармоничности, массивность конструкции мастерски декорирована и визуально облегчена. Здесь в полной мере представлен баженовский «театр архитектуры»: утилитарное сооружение оформлено «не по статусу» богато. Широкие стрельчатые арки с пучками изящных вытянутых полуколонн центральной части моста напоминают порталы готических соборов; люкарны с лучистыми звёздами решёток и розетты имитируют готические круглые окна. Орнаментальный пояс-зигзаг под карнизом, белокаменные вставки в виде кругов и ромбов создают неповторимую выразительную декорацию. Ряд декоративных деталей моста образно выражают масонские идеи Баженова: к символике масонов относятся солнечные лучи, обрамляющие полукруглые арки (намёк на Всевидящее Око — христианский символ, ставший также одним из главных масонских символов) и скрещённые мечи в квадратах, символизирующие верность масонскому братству и справедливость.
Мост строился в 1778—1784 годах с перерывами. Строители столкнулись с проблемами сразу же при закладке моста: при рытье котлованов забили ключи, а грунт оказался более зыбким, чем предполагалось; пришлось забить более двух тысяч свай для его укрепления. В первоначальный проект зодчий был вынужден внести изменения, отчего мост получился более массивным, чем это видно на первоначальном «Плане села Царицына». В 1784 году мост был закончен, недоставало только парапета. Баженову не удалось здесь полностью воплотить свой авторский замысел: парапет у моста появился лишь в начале XIX века и отличался от задуманного архитектором.

### Дальнейшая судьба
В конце XIX века мост стал частью Царицынского шоссе, связавшего станцию Царицыно с Каширской дорогой. В годы Великой Отечественной войны по нему нередко проходили колонны средних танков; немецкой авиацией осенью 1941 года была предпринята попытка разрушить мост, но мощная фугасная бомба разорвалась в Нижнем Царицынском пруду. По своему прямому назначению мост эксплуатировался до того, как в 1975 году было проложено Новоцарицынское шоссе; движение по Царицынскому шоссе (то есть по территории дворцового комплекса) закрылось. К 1980 году мост находился в аварийном состоянии; частично обрушились проезды, был утрачен парапет и детали декора. Реставрационные работы проводились в 1985—1995 годах с помощью польских реставраторов. Внешний облик моста восстановлен в том виде, в каком существовал в XIX—XX веках.